# Fußball-Landesliga Rheinhessen 1947/48
Die Fußball-Landesliga Rheinhessen 1947/48 war die dritte Spielzeit der höchsten Amateur-Spielklasse im Landesteil Rheinhessen des Landes Rheinland-Pfalz nach dem Zweiten Weltkrieg. Die Landesliga war unterhalb der Gruppe Nord der damaligen 1. Liga Südwest (auch Zonenliga Nord genannt) angesiedelt. Die SpVgg Weisenau wurde Rheinhessenmeister 1948 und stieg in die 1. Liga Südwest auf. RWO Alzey stieg aus der Landesliga ab.

## Abschlusstabelle
| Pl. | Verein                   | Sp. | Tore  | Punkte |
| --- | ------------------------ | --- | ----- | ------ |
| 01. | SpVgg Weisenau (M)       | 22  | 76:37 | 36:80  |
| 02. | Alemannia Worms          | 22  | 77:31 | 32:12  |
| 03. | Blau-Weiß Worms          | 22  | 44:34 | 26:18  |
| 04. | SG Vorwärts Osthofen (N) | 22  | 54:65 | 24:20  |
| 05. | SpVgg Ingelheim          | 22  | 80:56 | 23:21  |
| 06. | Hassia Bingen            | 22  | 64:49 | 23:21  |
| 07. | Fontana Finthen          | 21  | 57:59 | 20:22  |
| 08. | FSV Oppenheim            | 21  | 51:61 | 20:22  |
| 09. | SG 1946 Bretzenheim      | 21  | 46:59 | 19:23  |
| 10. | VfR Alsheim              | 22  | 42:55 | 17:27  |
| 11. | FV Budenheim (N)         | 22  | 36:67 | 13:31  |
| 12. | RWO Alzey                | 21  | 31:86 | 11:31  |

Die Ergebnisse von zwei Spielen sind nicht überliefert und wurden in der Tabelle nicht berücksichtigt.